# Hans Gerard Kaper
Hans Gerard Kaper (né le 10 juin 1936 à Alkmaar, Pays-Bas) est un mathématicien néerlandais et américain spécialiste du calcul scientifique. Il a en particulier étudié le changement climatique et a dirigé le réseau "recherche mathématiques sur l'évolution du climat" de la National Science Foundation

## Biographie
Il obtient en 1965 un Ph.D. à l'université de Groningue sous la direction de Adriaan Isak van de Vooren. Après une brève période d'enseignement à Groningue, il part pour Argonne National Laboratory où il devient le directeur du département de mathématiques et calcul scientifique. Il est également éditeur en chef de SIAM News, la newsletter de la Society for Industrial and Applied Mathematics (SIAM). Parti à la retraite en 2008, il se consacre aux problèmes de changement climatique et dirige le réseau de la NSF consacré au sujet. Il est également professeur auxiliaire en mathématiques et statistiques à l'université de Georgetown et en musique à l'université de l'Illinois à Urbana-Champaign sur le programme Computer Music Project.

## Prix et distinctions
- 1989 - Correspondant de la Royal Netherlands Academy of Arts and Sciences
- 2007 - Compagnon du SIAM

## Ouvrage publié
- Joel Henry Ferziger, Hans Gerard Kaper, Mathematical Theory of Transport Processes in Gases, North Holland Publishing Company, 1972  (ISBN 0-720-42046-6)